# Ольховка (Красноярский край)
Ольховка — село в Ачинском районе Красноярского края России. Входит в состав Тарутинского сельсовета. Находится на берегу реки Ольховка (бассейн реки Чулым), примерно в 27 км к северо-востоку от районного центра, города Ачинск, на высоте 259 метров над уровнем моря.

## Население
| 1989 | 2002 | 2010 |
| ---- | ---- | ---- |
| 184  | ↘129 | ↘83  |

Гендерный состав
По данным Всероссийской переписи населения 2010 года 37 мужчин и 46 женщин из 83 человек.

## Улицы
Уличная сеть села состоит из 4 улиц.